# South Brooksville
Cet article possède un paronyme, voir Brooksville.
South Brooksville est une census-designated place du comté de Hernando, dans l'État de Floride, aux États-Unis,. En 2020, elle compte une population de 4 311 habitants.